# Сухі листяні ліси Центрального Декану
Сухі листяні ліси Центрального Декану (ідентифікатор WWF: IM0201) — індомалайський екорегіон тропічних та субтропічних сухих широколистяних лісів, розташований в центральній частині Індії.

## Географія
Екорегіон сухих листяних лісів Центрального Декану охоплює території, розташовані в центральній частині Деканського плато, переважно на території штатів Махараштра та Телангана, а також в сусідніх районах Мадг'я-Прадешу, Чхаттісгарху та Андгра-Прадешу. У штаті Махараштра екорегіон охоплює більшу частину регіону Відарбга включно з містом Нагпур. У Телангані сухі листяні ліси Центрального Декану покривають більшу частину штату, включно з Гайдарабадом, після чого вони простягаються на схід, де в окрузі Кришна в штаті Андгра-Прадеш досягають узбережжя Бенгальської затоки. Головною річкою, яка протікає в межах екорегіону, є Ґодаварі, яка бере свій початок в Західних Гатах і тече на схід, до Бенгальської затоки, як і більшість річок регіону.
На захід, південь і південний схід від екорегіону, у більш сухих частинах Деканського плато, що лежать у дощовій тіні Західних Гат, поширені колючі чагарники та ліси Декану. На північний схід і схід від регіону поширені вологі листяні ліси Східного Декану, а на північний захід від регіону, за горами Сатпура, поширені сухі листяні ліси долини Нармади.

## Флора
Основними рослинними угрупованнями екорегіону є сухі листяні ліси. Лісовий намет в них розташований на висоті 15-25 м над землею, а крони дерев та високих кущів середнього ярусу розташовані на висоті 10-15 м над землею. В лісах регіону широко поширені ліани, однак підлісок в них рідкісний. Багато дерев скидають листя під час сухого сезону.
Основу лісів регіону складають гіркі альбіції (Albizia amara) та анджанові дерева (Hardwickia binata). Серед інших дерев, поширених в північній частині екорегіону, слід відзначити тикове дерево (Tectona grandis), пильчасту босвеллію (Boswellia serrata), індійський ясен (Lannea coromandelica), широколистий аногейсус (Anogeissus latifolia), індійський сіріс (Albizia lebbeck), дрібноцвіту лагерстромію (Lagerstroemia parviflora), зелену ебенову хурму (Diospyros chloroxylon) та акацію катеху (Senegalia catechu), а серед дерев, поширених в південній частині екорегіону — сандалове дерево (Pterocarpus santalinus), сумчастий птерокарпус (Pterocarpus marsupium), цейлонське сатинове дерево (Chloroxylon swietenia), терміналію чебула (Terminalia chebula), еліптичну терміналію (Terminalia elliptica), індійський сіріс (Albizia lebbeck) та широколисту дальбергію (Dalbergia latifolia).

## Фауна
В межах екорегіону зустрічається 82 види ссавців та близько 300 видів птахів. Серед великих ссавців, поширених в екорегіоні, слід відзначити бенгальського тигра (Panthera tigris tigris), азійського арні (Bubalus arnee), гаура (Bos gaurus), гірського куона (Cuon alpinus), ведмедя-губача (Melursus ursinus), чотирирогу антилопу (Tetracerus quadricornis), гарну (Antilope cervicapra) та індійську газель або чінкару (Gazella bennettii). Серед інших ссавців регіону слід відзначити велетенську індійську білку (Ratufa indica). Майже ендемічним представником екорегіону є білобровий бігунець (Rhinoptilus bitorquatus). Цей рідкісний птах, що перебуває на межі зникнення, окрім сухих листяних лісів Центрального Декану, зустрічаються також у колючих чагарниках та лісах Декану. 

## Збереження
Оцінка 2017 року показала, що 9742 км², або 4 % екорегіону, є заповідними територіями. Природоохоронні території включають:
- Природний заповідник Бор[en], Махараштра (80 км²)
- Природний заповідник Чарпала, Махараштра (130 км²)
- Заповідник Гаутала-Аутрамгхат[en], Махараштра (260 км²)
- Природний заповідник Гундла-Брахмешварам[en], Андгра-Прадеш (120 км²)
- Природний заповідник Катепурна, Махараштра (420 км²)
- Пташиний заповідник Коллеру[en], Андгра-Прадеш (220 км²)
- Природний заповідник Манджіра[en], Телангана (30 км²)
- Тигровий заповідник Нагарджунсагар-Шрісайлам[en], Телангана і Андгра-Прадеш (3.568 км²)
- Природний заповідник Нагзіра[en], Махараштра (150 км²)
- Національний парк Навегаон[en], Махараштра (170 км²)
- Природний заповідник Паїнганга[en], Махараштра (130 км²)
- Національний парк Пенч[en], Madhya Pradesh (440 км²)
- Природний заповідник Похарам[en], Телангана (120 км²)
- Тигровий заповідник Тадоба-Андхарі[en], Махараштра (625 км²)
- Природний заповідник Тіпешвар, Махараштра (160 км²)
- Природний заповідник Кавал[en], Телангана (160 км²)